# Kapolcs, Veszprém
Kapolcs  este un sat în districtul Tapolca, județul Veszprém, Ungaria, având o populație de 380 de locuitori (2011). 

## Demografie
Componența etnică a satului Kapolcs
     Maghiari (91,01%)
     Romi (7,9%)
     Necunoscut (1,09%)
     Alții (1,09%)
Componența confesională a satului Kapolcs
     Romano-catolici (59,47%)
     Luterani (9,74%)
     Fără religie (6,58%)
     Reformați (2,63%)
     Necunoscută (21,58%)
Conform recensământului din 2011, satul Kapolcs avea 380 de locuitori. Din punct de vedere etnic, majoritatea locuitorilor (91,01%) erau maghiari, cu o minoritate de romi (7,9%). Apartenența etnică nu este cunoscută în cazul a 1,09% din locuitori.  Din punct de vedere confesional, majoritatea locuitorilor (59,47%) erau romano-catolici, existând și minorități de luterani (9,74%), persoane fără religie (6,58%) și reformați (2,63%). Pentru 21,58% din locuitori nu este cunoscută apartenența confesională.